# Алтын (некрополь)
Алтын — некрополь, историко-архитектурный комплекс XIX—XX веков. Расположен в 4 км к северо-востоку от села Ортакшыл Махамбетского района Атырауской области. Входит в список памятников истории и культуры местного значения Атырауской области.

## История
Некрополь сформировался в течение XIX века как родовое кладбище подразделения себек казахского рода бериш.
У местного населения есть несколько легенд, объясняющих название некрополя. По одной из них, Алтын — это имя девушка, которая умерла во время перекочёвки и была похоронена здесь. По другой легенде, было 9 сестёр, старшую из которых звали Алтын, а младшую недовольный отец, желавший сына, назвал Катын (баба). Впоследствии они были похоронены в этих краях и их имена стали названиями некрополей Алтын и Катын. По преданиям, на кладбище похоронен Бегалы-бий.
Достоверно известно, что на некрополе Алтын похоронен известный общественный деятель Айтуар-бий Усенулы (1780—1854).
Некрополь Алтын был исследован в 1988—1989 годах экспедицией института «Казреставрация» (руководители А. У. Итенов, Н. Д. Колбаева), в 1990 году Западно-Казахстанской этнографической экспедицией Академии наук Казахстана.

## Описание
Алтын — один из крупнейших казахских мемориальных комплексов на левом берегу реки Урал. Размеры некрополя — 260×220 м, в комплекс входят более 200 строений. Самые распространённые памятники — четырёхугольные сырцовые ограждения, получившие название «Торткулак» («4 уха»), и каменные насыпи. Часто они дополнены установкой стелы-кулпытаса с западной стороны.
Особо выделяются 4 купольных мавзолея (кумбеза) из сырцового кирпича середины — второй половины XIX века, построенные по образцу «уйтамов». В их основе лежит четырёхгранный приземистый остов со сфероконическим или пирамидальным куполом. Входная часть кумбезов портальная, находится на южной стороне. В кладке мавзолеев были использованы камышовые прослойки, брусья и брёвнышки в перекрытиях проёмов и конструкциях купола. С западной части мавзолеев также установлены кулпытасы с эпитафиями.
В западной части Алтына находятся кулпытасы. Высота некоторых достигает 3 м. Среди уникальных видов стел выделяется кулпытас «када тас» (в виде окаменевшего дерева).